# Gleichwertige Feststellung von Schülerleistungen
Eine gleichwertige Feststellung von Schülerleistungen (GFS) ist eine Art der Leistungsbeurteilung im Schulsystem von Baden-Württemberg. Beurteilt wird eine vom Schüler selbstständig im Laufe des Schuljahres erbrachte individuelle Leistung. Geregelt ist die Erbringung der gleichwertigen Leistung in § 9, Abs. 5 der Verordnung des Kultusministeriums über die Notenbildung (Notenbildungsverordnung, NVO) vom 5. Mai 1983; letzte berücksichtigte Änderung: §§ 5, 11 und 11a geändert sowie §§ 9b und 11b neu eingefügt durch Artikel 2 der Verordnung vom 26. Juli 2019 (GBl. S. 349, 350, K.u.K. S. 169).
Danach kann als gleichwertige Leistung erbracht werden: eine schriftliche Hausarbeit, eine Jahresarbeit, ein Projekt (darunter auch experimentelle Arbeiten im naturwissenschaftlichen Bereich), eine Freiarbeit, ein Referat, eine mündliche, gegebenenfalls auch außerhalb der stundenplanmäßigen Unterrichtszeit terminierte Prüfung oder eine andere Präsentation.
Im Schulalltag und Schülerjargon hat sich vielfach der Sprachgebrauch „eine GFS halten“ etabliert, so, als ob der Schüler selbst eine Feststellung treffen und nicht eine Leistung erbringen würde. Auch in den von zahlreichen Schulen und selbst von Seminaren im Internet veröffentlichten Anforderungskatalogen und Durchführungsbestimmungen wird das Kürzel „GFS“ als gleichbedeutend mit „gleichwertiger Leistung“ verwendet. Es gibt Schulen, welche die in § 9 der NVO genannten möglichen gleichwertigen Leistungen einschränken, was rechtlich fragwürdig erscheint. Die Erbringung einer gleichwertigen Leistung ist grundsätzlich in jedem Unterrichtsfach möglich, auch in Sport. An manchen Schulen werden auch die Begriffe Gleichwertige Leistungsfeststellung (GLF), Zusätzliche Lernleistung (ZL oder ZLL), Gleichwertige Schülerleistung (GSL), Hausarbeit mit Präsentation (HaP) oder Allgemeine Lernleistung (AL) verwendet.
GFS ist linguistisch gesehen ein Akronym, das ausbuchstabiert und mit Endbetonung gesprochen wird: [ɡe ɛf 'ɛs].
Ursprünglich wurde die gleichwertige Leistung mit der Reform der gymnasialen Oberstufe zum Schuljahr 2002/2003 nur für die Kursstufe des Gymnasiums eingeführt. Im Zuge der Bildungsplanreform in Baden-Württemberg zum Schuljahr 2004/2005 wird sie ebenfalls in der Hauptschule und Realschule ab Klasse 8 und im Gymnasium ab Klasse 7 verlangt. Teilweise werden von Lehrkräften, Fachschaften oder Schulen umfangreiche und akribische Vorgaben für die gleichwertige Leistung gemacht, bis hin zur Festlegung von Schriftart, Schriftgröße und Zeilenabstand bei der mit Textverarbeitung zu erstellenden Begleitpublikation zum mündlichen Vortrag.
Im Schuljahr 2019/2020 wurde die Verpflichtung für Schüler, eine bestimmte Anzahl an GFS abzulegen, ausgesetzt.
Auch im Schuljahr 2020/21 wird sie laut Entscheidung des KM ausgesetzt, darf aber als freiwillige Entscheidung gehalten werden.

## Erläuterung
Die GFS soll das selbständige Arbeiten sowie die Methoden- und die Medienkompetenz der Schüler fördern. Eine GFS kann dabei mehrere Formen annehmen: Referate, schriftliche Hausarbeiten, Projekte (z. B. experimentelle Arbeit), mündliche Prüfungen oder auch andere Formen der Präsentation.
In allgemeinbildenden Gymnasien wird in der Regel eine Präsentation erwartet, die sich am ehesten mit einer Schulstunde unter der Leitung des referierenden Schülers vergleichen lässt. Dabei wird oft die Nutzung von Medien verlangt, wie etwa Tageslichtprojektoren, eine via Videoprojektor gezeigte Präsentation, kurze Filmausschnitte, Plakate und Tafelanschriebe. Nach Abschluss der GFS findet die Benotung statt, wobei das Gesehene und Gehörte kurz in der Klasse diskutiert wird.
Die einzelnen Bedingungen werden durch den Lehrer festgelegt. So variiert beispielsweise die vorgegebene Dauer eines Vortrages zwischen wenigen Minuten und mehreren Schulstunden.

## Bewertung und Anzahl
Jeder Schüler ist zu folgender Anzahl von GFS verpflichtet:
- in den Jahrgangsstufen 8 und 9 der Hauptschule und Realschule: eine GFS pro Schuljahr
- in den Jahrgangsstufen 7–11 des acht- und neunjährigen Gymnasiums bzw. Klasse 7–10 des achtjährigen Gymnasiums: mindestens eine GFS pro Schuljahr
- in der Kursstufe des Gymnasiums (12/13 in G9 bzw. 11/12 in G8): drei GFS in beiden Schuljahren zusammen (bis zum Schuljahr 2004/2005 waren vier GFS vorgeschrieben, diese Zahl wurde jedoch auf drei reduziert, so dass eine GFS pro Halbjahr gehalten werden kann, wobei in „Kursstufe 2, 2. Halbjahr“ keine GFS wegen des anstehenden Abiturs gehalten werden muss)

In der gymnasialen Oberstufe kann freiwillig eine vierte GFS abgelegt werden.
Die Gewichtung einer GFS entspricht der einer Klausur und wird zum schriftlichen Teil der Gesamtnote gezählt. In den beruflichen Gymnasien kann nach Entscheidung des Fachlehrers eine Klassenarbeit durch eine GFS ersetzt werden.
Für Klassenarbeiten (denen die GFS rechtlich gleichgestellt ist) gilt: „Weigert sich eine Schülerin oder ein Schüler, eine schriftliche Arbeit anzufertigen, oder versäumt sie oder er unentschuldigt die Anfertigung einer schriftlichen Arbeit, wird die Note ‚ungenügend‘ erteilt.“ (§ 8, Abs. 5 NVO)
Die Verteilung der GFS auf die Unterrichtsfächer einer Klasse ist von der Klassenlehrkraft zu koordinieren (§ 9, Abs. 5 NVO).

## Kritik
Medienkompetente Schüler können von der GFS oft profitieren. Daher werden diese auch zur Verbesserung der Note oft in einem ihrer schwächeren Fächer abgelegt.
Durch die GFS kann die Fähigkeit erlernt werden, Inhalte in einem vorgegebenen Rahmen präsentieren zu können, was im Studium und im Beruf von Nutzen sein kann. Ebenso hilft sie den Schülern, sich auf das wissenschaftliche Arbeiten im Studium vorzubereiten.
Schüler haben zuhause unterschiedliche Voraussetzungen, eine GFS vorzubereiten. Zudem werden bei der Vorbereitung sowie der Vorstellung einer GFS bestimmte Verhaltensweisen gefördert, andere hingegen gehemmt. Diese provozieren somit Chancenungleichheit.
Der Landesschülerbeirat in Baden-Württemberg kritisiert in seinem Grundsatzprogramm, des Öfteren fehle es innerhalb von Schulen „an einheitlichen Bewertungskriterien“. Dies führe „zu erheblichen Unterschieden bei den Anforderungen und der Bewertung“ einer GFS. Der Landesschülerbeirat fordert deshalb eine gesetzliche Verpflichtung für die Schulen, für jeden Fächerverbund einheitliche Mindeststandards festzulegen.